# أليساندرو روسي (حاكم سان مارينو)
أليساندرو روسي هو سياسي من سان مارينو، شغل منصب الحاكم للفترة 1 أبريل 2007 – 1 أكتوبر 2007 مع أليساندرو مانشيني وكذلك للفترة 1 أبريل 2024 – 1 أكتوبر 2024 مع ميلينا غاسبيروني.